# Луций Эмилий Мамерк
Луций Эмилий Мамерк (лат. Lucius Aemilius Mamercus; ум. после 470 до н. э.) — римский политик и военачальник, консул 484, 478 и 473 годов до н. э.
Первый известный представитель рода Эмилиев. В своё первое консульство в 484 году до н. э. совершил удачный поход на вольсков. По словам Дионисия Галикарнасского, вначале потерпел поражение и едва не оказался в плену с остатками своей армии, но затем, получив несколько манипулов от своего коллеги Цезона Фабия, одержал победу над вольсками и вырвался из окружения. Тем не менее, явиться в Рим для проведения выборов он не осмелился, и остался в лагере.
В 478 году до н. э. разгромил этрусков, осаждавших крепость рода Фабиев на реке Кремере, после чего заключил с ними мир. Дионисий сообщает, что сенат был очень недоволен условиями соглашения, так как ни территорий, ни контрибуции, ни даже заложников Рим не получил. Эмилию было отказано в триумфе, вместо этого ему предложили отправиться на помощь коллеге Гаю Сервилию, воевавшему с вольсками и эквами. Разгневанный консул распустил войска и перед народным собранием обвинил сенаторов в намеренном затягивании войны с Вейями, ради отвлечения народа от решения земельного вопроса.
В 473 году до н. э. был консулом в третий раз. В этот год плебейский трибун Гней Генуций вновь потребовал произвести раздел земли и попытался привлечь к суду консулов прошлого года. Вскоре он был найден мертвым в своей постели, причём никаких следов насилия на теле не было обнаружено. Другие трибуны побоялись поддержать инициативы своего коллеги. Аристократия воспользовалась случаем продемонстрировать своё могущество. Был объявлен воинский набор, и консулы проводили его с такой жестокостью, что вызвали общее возмущение среди плебеев. В результате консулы остаток года потратили на препирательства с трибунами, и так и не собрали войска.
В 470 году до н. э., при очередном обсуждении земельного вопроса, Эмилий, будучи принцепсом сената, высказался за раздел общественной земли между плебеями.
Его сыном был Тиберий Эмилий Мамерк, консул 470 и 467 до н. э.